# اتیل فرمات
اتیل فرمات (به انگلیسی: Ethyl formate) یک ترکیب شیمیایی با فرمول شیمیایی C۳H۶O۲ است. این مولکول یک استر محسوب می‌شود و در اثر واکنش اتانول (یک الکل) با اسید فرمیک (یک کربوکسیلیک اسید) تشکیل می‌شود. اتیل فرمات عامل ایجاد بوی مشخصه نوشیدنی رام و همچنین تا حدودی مسئول عطر و طعم تمشک است. این مولکول به‌طور طبیعی در بدن مورچه‌ها و در نیش زنبورها یافت می‌شود.